# جوزف سیکورا
جوزف سیکورا (زاده ۲۷ ژوئن ۱۹۷۶) بازیگر آمریکایی است. وی فارغ‌التحصیل رشته تئاتر است. از آثار وی، مجموعه تلویزیونی کارآگاه واقعی است که در آن نقش جینجر را ایفا می‌کرد و سریال پاور که از شبکه استارز پخش شده و در نقش تامی بازی کرده است.
از فیلم‌های معروف او می‌توان به بازی در فیلم جک ریچر اشاره کرد.